# Quarktasche

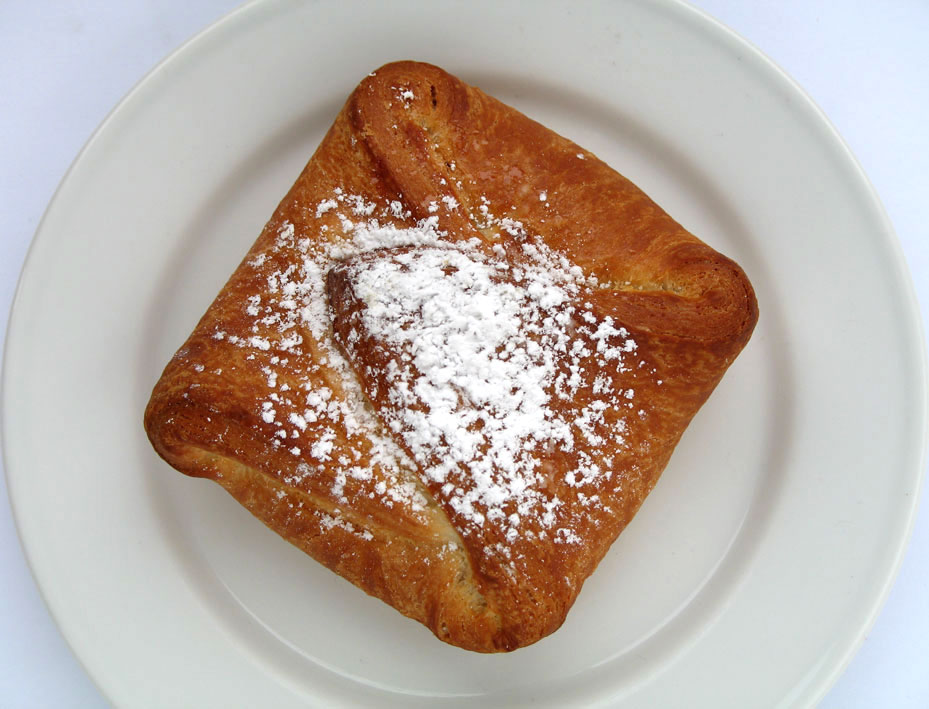
Eine viereckige Wiener Topfengolatsche

Eine Quarktasche ist eine mit Quark gefüllte Teigtasche. Diese wird in Deutschland meist als Süßgebäck mit Plunderteig zubereitet. Vergleichbar ist der Quarkstrudel.